# Batalha de Towton
A batalha de Towton teve lugar durante a guerra das Rosas, a 29 de março de 1461, a sudoeste de Iorque, entre os vilarejos de Towton e Saxton. É a maior e mais sangrenta batalha a ter tido lugar em solo inglês e o dia mais sangrento de toda a história da Inglaterra. Segundo as crónicas medievais, mais de 50 000 soldados das casas de Iorque e de Lencastre combateram nesse domingo de ramos, durante várias horas e em condições meteorológicas deploráveis. Uma proclamação difundida uma semana depois da batalha relata que 28 000 homens perderam a vida no campo de batalha. Esse encontro provocou uma mudança monárquica em Inglaterra: Eduardo IV substituiu Henrique VI no trono e obrigou os principais apoiantes dos Lencastre a exilarem-se.
Henrique VI tem uma personalidade fraca e não dispõe de todas as suas faculdades mentais. O seu ineficaz governo encoraja os nobres a manipulá-lo e a situação acaba em guerra civil entre os apoiantes da sua Casa e os de Ricardo Plantageneta. Após a captura do rei em 1460 pelos iorquistas, o parlamento de Inglaterra passa um ato de acordo segundo o qual Ricardo e a sua linhagem seriam os sucessores ao trono de Henrique VI. Margarida de Anjou, esposa do rei, não aceita que o seu filho seja despojado de seus direitos e levanta um exército com a ajuda de nobres descontentes. Ricardo de Iorque é morto na batalha de Wakefield e os seus títulos e pretensões ao trono são transmitidos a Eduardo, o seu filho mais velho. Alguns nobres, que até então estavam indecisos no apoio a Ricardo, acharam que os Lencastre desonraram o ato de acordo e Eduardo encontra neles apoio suficiente para proclamar-se rei. A batalha de Towton deve assim dar ao vencedor o direito de reinar sobre a Inglaterra, pela força das armas.
Chegando ao campo de batalha, o exército de Iorque está em número inferior pois que grande parte de suas forças, lideradas por João de Mowbray, duque de Norfolk, ainda não chegaram. Mas o líder de Iorque, Lorde Fauconberg, ordena aos seus arqueiros que tirem partido do vento favorável, fazendo com que chuvas de setas atinjam os adversários. Os Lencastre abandonam as suas posições defensivas, pois seus arqueiros não estão à distância necessária para atingir as linhas inimigas. O combate corpo a corpo que se segue dura horas, esgotando os combatentes. A chegada das tropas de Norfolk revigora os Iorquistas que, encorajados por Eduardo, colocam em fuga o exército adversário. Muitos dos combatentes do lado dos Lencastre são abatidos durante a fuga, alguns são espezinhados pelos próprios camaradas e outros afogam-se. Vários dos que são feitos prisioneiros são executados.
O poder da Casa de Lencastre fica gravemente enfraquecido com a batalha. Henrique VI foge do país, numerosos dos seus maiores apoiantes são mortos ou exilados e Eduardo IV reina em Inglaterra de forma ininterrupta durante nove anos, até que as hostilidades regressam e Henrique VI volta a subir ao trono durante um breve período. As gerações seguintes recordam a batalha tal como ficou descrita por Shakespeare na última parte da sua trilogia dramática Henrique VI. Em 1929 uma cruz foi colocada sobre o campo de batalha para comemorar o evento. Vários vestígios arqueológicos ligados à batalha foram encontrados na região, séculos após o combate.

## Contexto

### Início da guerra

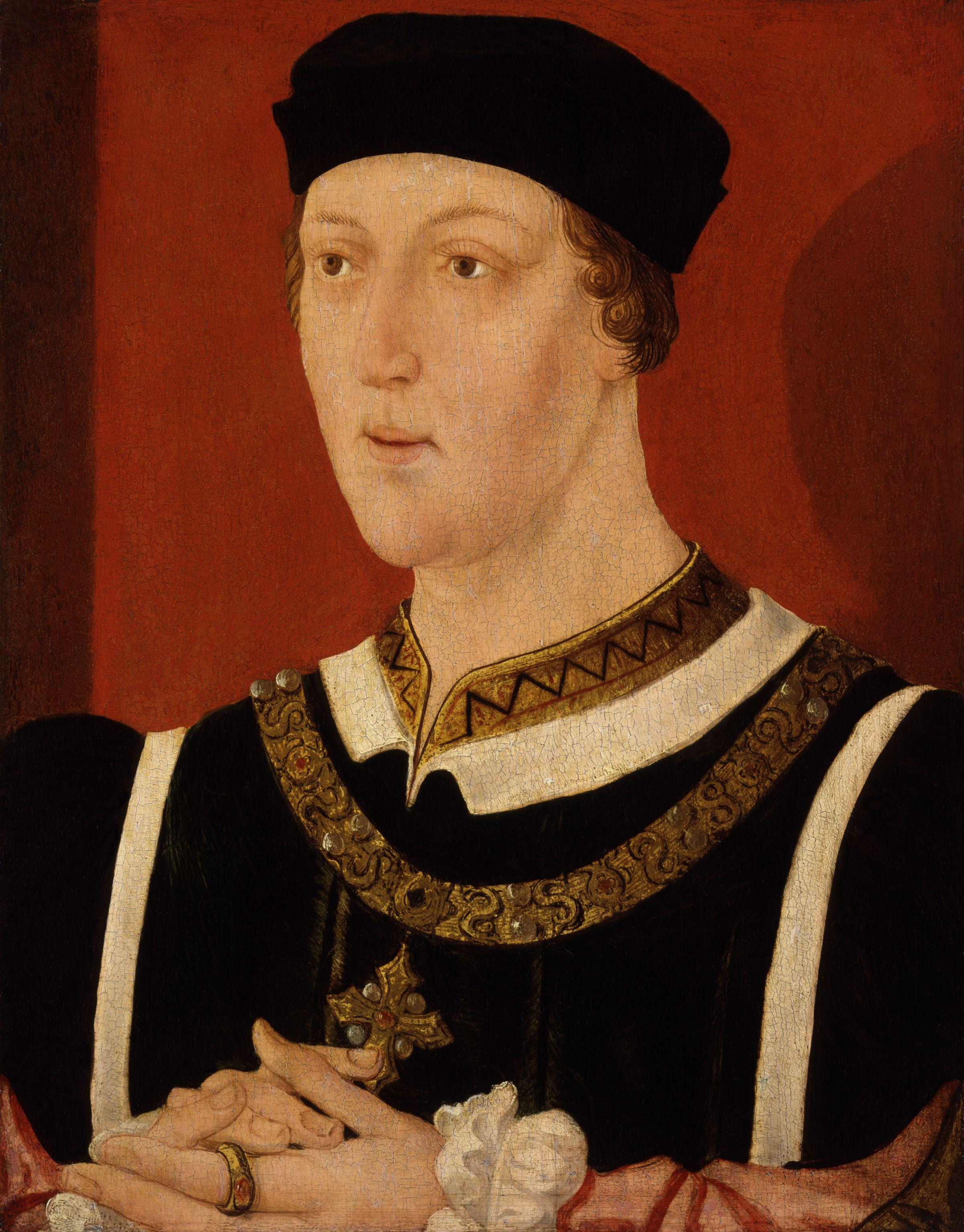
Henrique VI de Inglaterra, líder da Casa de Lencastre.

Em 1461, o reino de Inglaterra está há seis anos em estado de guerra civil entre a Casa de Iorque e a de Lencastre, reivindicando ambos o trono. A Casa de Lencastre apoia Henrique VI, o rei em exercício, um homem de caráter indeciso que sofre crises de loucura. Ricardo Plantageneta, o duque de Iorque, lidera a Casa de Iorque no início da guerra pois ele acha que o rei conduz o país para a bancarrota favorecendo excessivamente cortesãos incompetentes. Alimentando-se das rivalidades entre influentes apoiantes das duas Casas, o duque de Iorque tenta afastar do poder os cortesãos da casa de Lencastre, o que leva a um conflito aberto. Após a captura de Henrique VI em 1460 na batalha de Northampton, Ricardo, que tem sangue real, reivindica o trono. Mas até os mais fervorosos apoiantes de sua Casa hesitaram em destronar a dinastia real e, em vez disso, os nobres adotaram (25 de outubro) por um voto de maioria, um ato de acordo que estabelece que o duque de Iorque e seus herdeiros subiriam ao trono aquando da morte de Henrique VI.

As tropas dos Iorque (em branco) e dos Lencastre (em vermelho) encontram-se perto de Towton.

A rainha de Inglaterra, Margarida de Anjou, não aceita essa solução que priva o seu filho, Eduardo de Westminster, de seu direito. Tendo encontrado refúgio na Escócia após a batalha de Northampton, ela ali levanta um exército, prometendo às tropas que há medida que marchassem para sul poderiam ir pilhando. Os partidários dos Lencastre, preparando a sua chegada, agrupam-se no norte da Inglaterra. Ricardo encabeça o seu exército para enfrentar essa ameaça mas é-lhe feita uma armadilha e é morto na batalha de Wakefield. O seu segundo filho, Edmundo, também é morto e as suas cabeças são colocadas em paus e expostas na porta oeste das muralhas de Iorque. Eduardo, o filho mais velho do duque de Iorque, sucede ao seu pai na liderança da sua Casa.
Margarida de Anjou junta-se ao seu exército, que toma a direção sul pilhando vários vilarejos pelo caminho. Henrique VI é libertado após a vitória dos Lencastre sobre o exército de Ricardo Neville na segunda batalha de Saint-Albans, e as pilhagens continuam à medida que os Lencastre avançam sobre Londres. Os habitantes de Londres recusam abrir as portas da cidade, receosos de uma possível pilhagem, quando o exército de Henrique e de Margarida começam a ter falta de víveres e não têm meios de se abastecerem. Quando Margarida é informada de que Eduardo de Iorque e o seu exército venceram a batalha de Mortimer's Cross e que se dirigem para Londres, retira-se com as suas tropas. Neville e o resto de seu exército junta-se às forças de Eduardo e os Iorquistas são recebidos com alegria pelos londrinos. Tendo perdido a guarda do rei, necessitam de uma justificação para continuar a luta contra este e seus partidários. A 4 de março, Neville proclama o jovem duque de Iorque como rei sob o título de Eduardo IV. Essa proclamação é melhor aceite que as pretensões anteriores de Ricardo, pois vários dos nobres que se tinham oposto, viram as ações dos Lencastre como uma traição à ata de acordo.

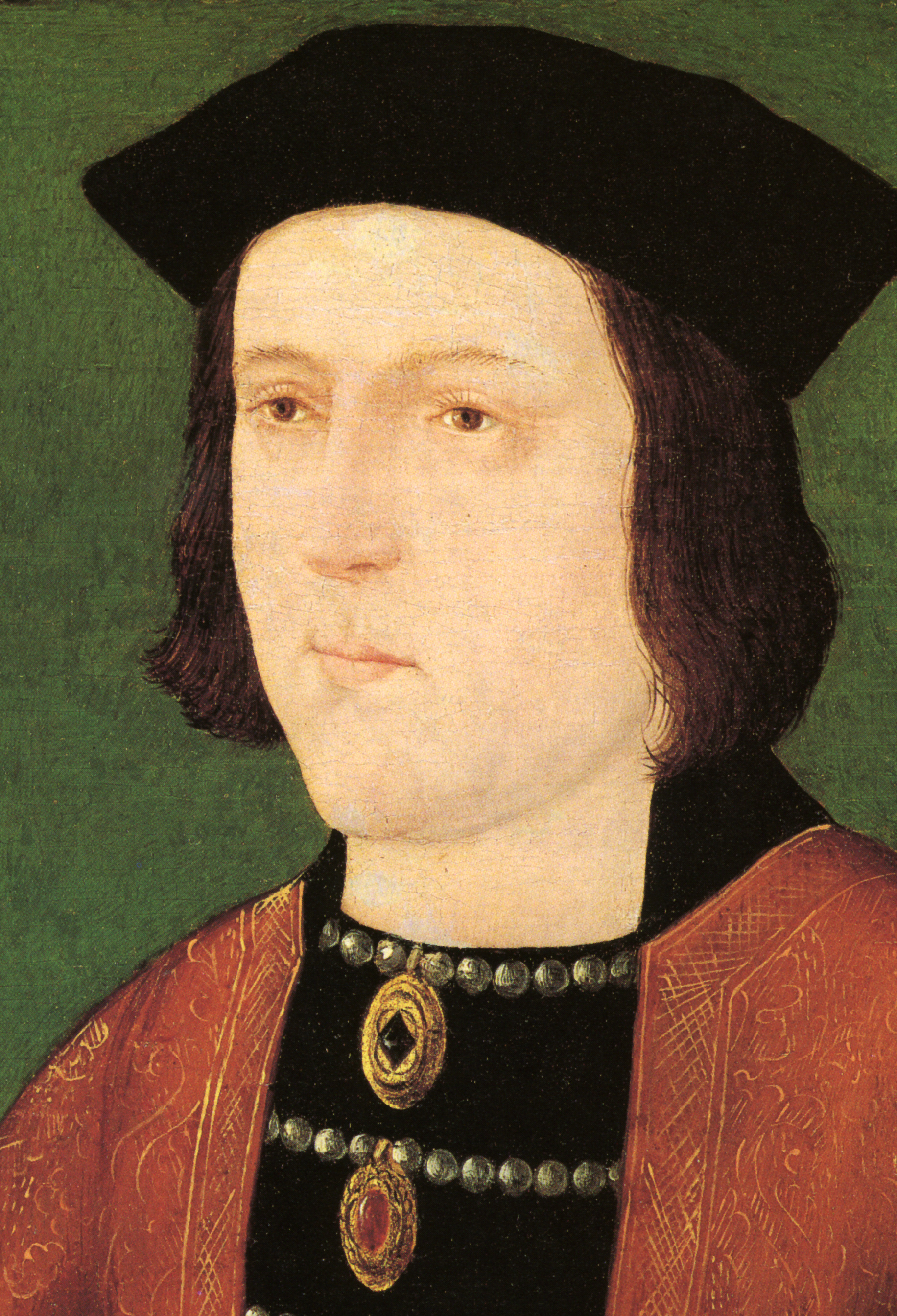
Eduardo IV de Inglaterra, líder da Casa de Iorque.

O país tem então dois reis, uma situação que não pode permanecer, particularmente se Eduardo quiser ser oficialmente coroado. Ele oferece então a amnistia a todo partidário dos Lencastre que renunciar ao apoio a Henrique VI. No entanto, esse gesto não se estende aos ricos da Casa de Lencastre (os nobres, em sua maioria). O jovem rei convoca os seus partidários e dá-lhes a ordem de avançarem sobre Iorque para retomar a cidade e destronar oficialmente Henrique VI, através da força das armas. As forças Iorquistas avançam ao longo de três caminhos diferentes. Guilherme Neville, tio de Ricardo Neville, lidera a vanguarda que precede o corpo principal, comandado pelo próprio Eduardo IV, e chega a Saint Albans a 11 de março. João de Mowbray, duque de Norfolk, é enviado pelo leste para levar tropas e juntar-se a Eduardo antes da batalha. E um exército liderado por Neville avança a oeste do corpo principal, pelas Midlands em direção a Coventry, juntando todos os voluntários que encontra. Fauconberg avança pelo nordeste e chega a Nottingham em 22 de março. Eduardo IV, quanto a ele, chega a Saint Albans a 12 ou 13 de março e toma de seguida o mesmo caminho que Fauconberg.

### Batalha de Ferrybridge
No final de março os primeiros destacamentos do exército de Iorque ocupam o vilarejo de Ferrybridge, onde existe uma ponte sobre o rio Aire. As forças dos Lencastre destruíram-na para impedir que os Iorquistas a atravessassem. Estes últimos construíram então uma ponte temporária. A 28 de março um grupo de cerca de 500 cavaleiros apoiantes dos Lencastre, liderados por Lord Clifford, surpreende-los e coloca-los em fuga. Quando Eduardo IV é informado do acontecimento, organiza um rápido contra-ataque mas, quando chega, os Lencastre fortificaram a ponte e colocaram forças na margem sul do Aire, de forma a atrasá-los. Apesar da superioridade numérica, os Iorquistas não conseguem retomar a ponte pela sua característica. Ao longo do combate, Neville é ferido na perna por uma seta. Apesar disso, os Iorquistas conseguem obrigar os Lencastre a recuar quando a cavalaria de Fauconberg encontram um local onde é possível atravessar o rio. Sabendo da notícia, Clifford recua mas as suas tropas são perseguidas pela cavalaria de Fauconberg que acaba por apanhá-los a 4 km a sul de Towton. Os Iorquistas vencem um duro combate no qual Clifford é morto por uma seta na garganta.
Desembaraçado de todas as forças inimigas nos arredores, os Iorquistas reparem a ponte e continuam o seu avanço até Sherburn-in-Elmet, onde estabelecem o seu acampamento para a noite. O exército principal dos Lencastre chegou, por sua vez, a Tadcaster, a pouco mais de 3 km a norte de Towton. No início do dia de 29 de março, os dois exércitos deixam o respetivo acampamento sob um céu ameaçador e um vento muito forte. Bem que esse dia seja domingo de ramos (Palm Sunday), os exércitos preparam-se para se enfrentarem. Alguns documentos fazem referência à batalha como Battle of Palme Sonday Felde mas essa denominação não sobreviveu. A opinião popular preferiu dar à batalha o nome do vilarejo de Towton pela sua proximidade e porque era o mais importante da época.

## Forças

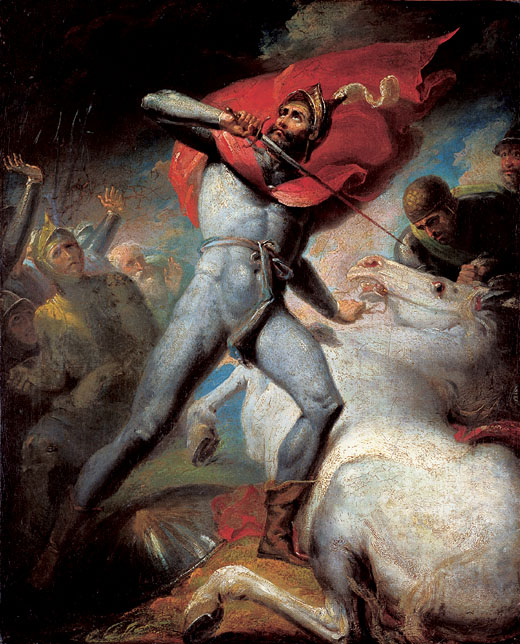
Ricardo Neville matando o seu cavalo e desafiando seja quem for a fugir da batalha (por Henry Tresham (1797)).

As fontes da época declaram que os dois exércitos eram imensos e que mais de 100 000 lutaram em Towton. Na Chronicle of London de William Gregory (século XV), um relatório de um soldado que participou na batalha afirma que os Iorquistas teriam 200 000 homens e que os do lado dos Lencastre seriam ainda mais numerosos. Mas os historiadores posteriores acham esses números exagerados e que o mais certo seria um número de 50 000 combatentes. Seja como for, ambos os exércitos em Towton seriam dos maiores dessa época. Uma análise aos esqueletos encontrados em 1996 demonstra que os soldados eram de todos os meios sociais; tinham em média cerca de trinta anos e alguns eram veteranos de combates anteriores. Muitos nobres e cavaleiros, cerca de três quartos do pariato da Inglaterra da época, combateram em Towton.
A batalha decidiria qual dos reis reinaria sobre a Inglaterra mas, enquanto que Eduardo IV combateu entre os seus homens, Henrique VI ficou em Iorque com Margarida de Anjou. Os partidários dos Lencastre vêem o seu rei como uma marioneta de sua esposa e ficam preocupados com a sua instabilidade mental. Em comparação, Eduardo IV é bastante carismático; com 18 anos, mede 1,92 metros e é imponente na armadura. Jovem e musculado, assemelha-se mais a um rei do que o seu rival. Um lutador hábil, Eduardo lidera os seus soldados desde as primeiras linhas exaltando-os e incentivando-os a darem o seu melhor. O seu gosto por táticas ofensivas bastante audazes dita o plano do seu exército para esta batalha.
Os Iorquistas têm outros líderes competentes. Ricardo Neville fascina os seus homens. Eduardo Hall, um cronista do século XVI, atribui-lhe um impressionante gesto antes da batalha. Escreve que Neville, ferido no dia anterior em Ferrybridge, matou o seu cavalo e gritou: "Partilham esta vontade, estarei com ele com tanta certeza quanto esta vontade ficará comigo", desafiando assim qualquer homem em abandonar a luta. Esta cena é certamente apócrifa mas o historiado Christopher Gravett estima que essa história demonstra a lealdade de Neville pelo seu rei e pelos seus homens. Neville tem uma alta estima pelo seu tio Guilherme Neville, 1.º Conde de Kent, e Hall descreve Fauconberg como um "homem tendo grandes princípios, assim como muita experiência no plano marcial". De pequena estatura e veterano da guerra dos Cem Anos, Fauconberg é reconhecido pelos seus como um homem de grande valor em matéria militar. Adapta-se rapidamente a situações imprevistas. João de Mowbray, 3.º duque de Norfolk, é provavelmente o único dos comandantes dos partidários de Iorque a não ter entrado na batalha devido à sua idade avançada, sendo muito possível que os cavaleiros Walter Blount e Roberto Horne tenham liderado o seu contingente. Considerado um "aliado imprevisível", juntou-se à causa de Iorque para assegurar uma base de poder no leste de Inglaterra e o seu apoio foi inseguro em várias ocasiões.
O exército dos Lencastre é, por seu lado, comandado por Henrique Beaufort, duque de Somerset, um homem bastante experiente no domínio militar, tendo liderado hábeis manobras durante as vitoriosas batalhas de Wakefield e de Saint Albans. Alguns historiadores pensam todavia que o verdadeiro estratega dos Lencastre era Andrew Trollope. Trollope serviu sob as ordens de Neville em Calais antes de mudar de campo no início da guerra. A sua mudança de partido foi um duro golpe para Iorque pois ele conhecia muito bem os seus homens e tivera um papel chave em suas vitórias em França. Outros comandantes dos Lencastre eram Henrique Holland, duque de Exeter, com a reputação de ser um homem violento e estúpido, e Henrique Percy, 3.º conde de Northumberland, que Gravett descreveu como tendo falta de inteligência. O último líder importante dos Lencastre era Lord Clifford, morto no dia anterior em Ferrybridge.

## Posicionamento dos exércitos

Posição inicial dos dois exércitos antes da batalha.

Existem poucos relatórios detalhados da batalha e nenhum descreve o posicionamento exato dos exércitos. Esta falta de fontes primárias levou os primeiros historiadores a adotar principalmente a crónica de Eduardo Hall, se bem que tenha sido escrita mais de 70 anos após o acontecimento e que a origem das informações que fornece seja desconhecida. O cronista João de Wavrin, contemporâneo da batalha, também dá a sua versão dos fatos mas a sua obra só foi colocada à disposição do público a partir de 1891, além de que vários erros desencorajaram a sua utilização pela maioria dos historiadores. As reconstituições da batalha baseiam-se então na versão de Hall, apimentadas por detalhes vindos de outras fontes (a crónica de Wavrin, pequenos relatórios de outras crónicas e cartas).
A batalha teve lugar num planalto entre os vilarejos de Saxton (a sul) e de Towton (a norte). É uma região agrícola com vastos espaços abertos e pequenas estradas nas quais os exércitos podiam manobrar. Duas estradas ficam localizadas na zona dos combates: Old London Road, que liga Towton à capital inglesa, e uma estrada que vai de Towton a Saxton. O Cock Beck, um ribeiro de margens íngremes, forma um curso de água em forma de "S" a norte e a oeste do planalto. O planalto é cortado em dois por Towton Dale, um vale que vai de oeste deste até North Acres a leste. Zonas arborizadas estão situadas ao longo de Cock Beck; Renshaw Woods a nordoeste do planalto, e Castle Hill Wood a sudeste de Towton Dale. Após a batalha, a zona a nordeste desse bosque ficou conhecida sob o nome de Bloody Meadow (o prado sangrento).
Segundo Christopher Gravett, a decisão tomada por Henrique Beaufort em lutar no planalto foi sensata. Defender o terreno antes de Towton permitia bloquear todo o avanço inimigo em direção a Iorque, quer estes seguissem pela Old London Road quer pela velha estrada romana mais a oeste. Os Lencastre colocaram-se a norte do vale, utilizando-o como um "fosso protetor", com a única desvantagem de não conseguirem ver além da borda sul do vale. Os flancos dos Lencastre estavam protegidos por pântanos, o lado direito ainda mais seguro devido às íngremes margens do Cock Beck. A largura da zona não permitia uma linha da frente muito extensa, o que impedia aos Lencastre utilizar a sua superioridade numérica. O relatório de Wavrin coloca a hipótese de Beaufort ter ordenado a um grupo de lanceiros a cavalo que se escondessem no bosque de Castle Hill para que lançassem um ataque contra o flanco esquerdo dos Iorquistas no momento mais oportuno. O exército Iorquista surgiu no momento em que os adversários terminavam o seu posicionamento. Os Iorquistas formaram sobre a borda sul do vale quando a neve começou a cair. Estão em desvantagem numérica pois as tropas de João de Mowbray ainda não chegaram. Estão também cansados após a longa marcha para chegar ao campo de batalha, enquanto os Lencastre percorreram uma curta distância, vindos de Iorque.

## A batalha

As tropas do duque de Norfolk chegam num momento crucial para ajudar na vitória sobre os Lencastre.

Eduardo IV colocou-se no centro do seu exército, enquanto que Ricardo Neville lidera a ala esquerda e Fauconberg a ala direita. Beaufort lida com o centro do exército dos Lencastre enquanto que Percy comanda a ala direita e Holland a ala esquerda. Enquanto que Beaufort espera pelos adversários, os Iorquistas tomam a iniciativa. Fauconberg, que notou a força e direção do vento, dá a ordem aos seus arqueiros para se colocarem à frente e lançarem as suas setas sobre as linhas inimigas, que estão além da distância máxima habitual de seus arcos. As flechas são levadas pelo vento e caem sobre os soldados inimigos, no outro lado do vale. Muitas das setas estão equipadas com pontas bodkin, podendo atravessar uma armadura em placa. Os arqueiros do lado dos Lencastre contra-ataquem disparando as suas setas, mas estas não chegam às linhas dos Iorque. O vento estorva os arqueiros, pois a neve cai-lhes na cara, perturbando consideravelmente a visão e a apreciação de distâncias. Incapazes de conhecer o resultado dos seus disparos, os arqueiros continuam a disparar até utilizarem a maioria das setas, deixando um espesso tapete de flechas no solo, frente aos Iorquistas.

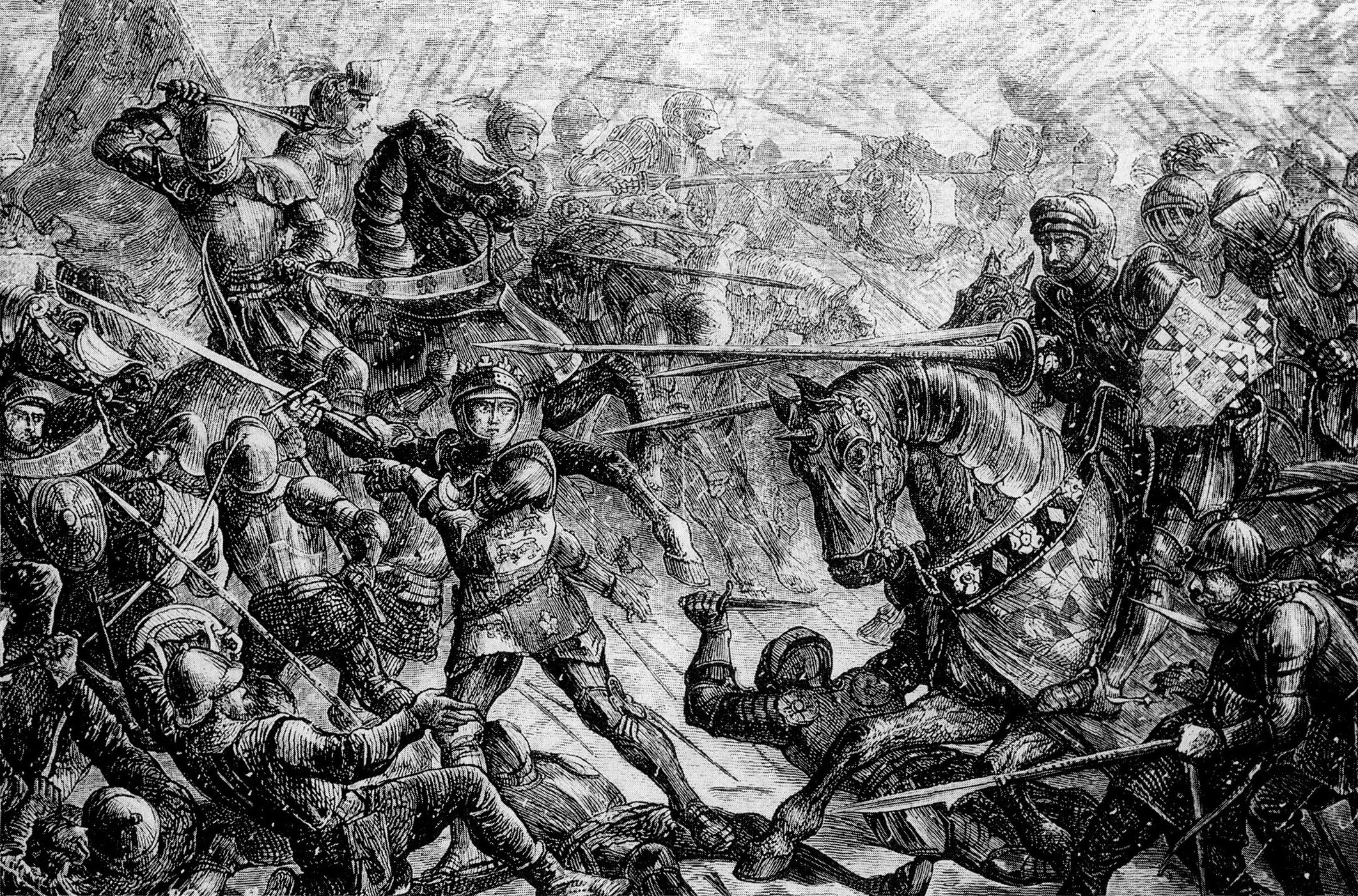
Sem a presença de Eduardo IV no comando no campo de batalha, os Iorquistas teriam provavelmente sido derrotados.

Fauconberg, que deu ordens aos seus arqueiros para recuarem após a salva inicial, manda-os avançar novamente para que disparem outra vez. Quando os arqueiros Iorquistas esgotaram as setas, apanham as do adversário, espalhadas à sua frente, e retomam os disparos. Obrigados a aguentar essa chuva de projéteis sem conseguirem ripostar, os Lencastre deixam as suas posições e vão ao encontro do adversário, para o corpo-a-corpo. Vendo o inimigo avançar sobre eles, os arqueiros de Iorque lançam mais algumas setas antes de se refugiarem atrás das suas linhas, deixando milhares de setas no solo de forma a perturbar o avanço inimigo.
Os Iorquistas preparam-se para receber a carga inimiga, mas a sua ala esquerda é atacada pelos cavaleiros que vêm do bosque de Castle Hill. Os soldados são jogados na confusão e vários começam a fugir. Eduardo IV passa então para a ala esquerda, saltando para o coração dos combates exaltando os seus homens, encorajando-os a não arredarem pé. O confronto torna-se generalizado e os arqueiros disparam a uma muito curta distância. Desde o começo da batalha e a tão grande proximidade a intensidade dos combates aumentaram, com os combatentes obrigados a pausas para retirarem de seu caminho os cadáveres que se amontoam. Do lado dos Lencastre surgem constantemente homens frescos que saltam para o meio dos combates, e o exército Iorquista, inferior em número, tem de, gradualmente, ceder terreno, e lentamente bater em retirada. Christopher Gravett pensa que o flanco esquerdo dos Lencastre ganhava menos terreno do que o resto do seu exército, inclinando assim a linha de batalha para o seu lado oeste, para Saxton.
Segundo as pesquisas efetuadas pelo English Heritage, organização governamental encarregue da conservação dos locais históricos, a batalha continua durante três horas. Mas fica indefinida até que o contingente de João de Mowbray chega no início da tarde. Avançando sobre a Old London Road, mantém-se escondido até atingir o topo do planalto, e então reforça a ala direita dos Iorquistas. A vantagem passa então para o lado dos Iorquistas, que envolvem o flanco esquerdo dos Lencastre, o qual acaba por quebrar, com a maior parte dos Lencastre empurrados para o ribeiro e pequenos grupos de soldados fugindo na tentativa de salvar a vida. Polydore Virgile, cronista de Henrique VII de Inglaterra, afirma que o combate teria tido a duração de dez horas, mas trata-se provavelmente de um exagero.
Os soldados partidários dos Lencastre deitam fora os seus capacetes e proteções de forma a correrem mais rápido mas tornam-se mais vulneráveis aos ataques dos adversários. Muitos são massacrados ao longo de Bloody Meadow pelas tropas mais frescas e rápidas de Norfolk. Antes da batalha, os dois campos tinham dado ordens para não terem piedade e os Iorquistas estão bem decididos em não poupar ninguém, mesmo os que se rendem após o longo e extenuante combate, sem contar que, para alguns membros de seus adversários como Andrew Trollope, existem altas recompensas pelas suas cabeças. A crónica de William Gregory declara que 42 cavaleiros foram mortos após a sua captura. A derrota fez mais vítimas do que a própria batalha; homens tentam atravessar Cock Beck a nado, mas são levados pela corrente e afogam-se; os que ficam são empurrados e espezinhados pelos seus camaradas. Os arqueiros Iorquistas disparam as suas setas sobre os fugitivos desde a outra margem. Os cadáveres começam a acumular-se e as crónicas pretendem que os partidários de Lencastre acabam por fugir sobre "pontes" de corpos. A perseguição continua para norte e uma ponte sobre o rio Wharfe desmorona-se com o peso dos homens que tentam fugir; numerosos deles afogam-se nas águas geladas.

## Consequências

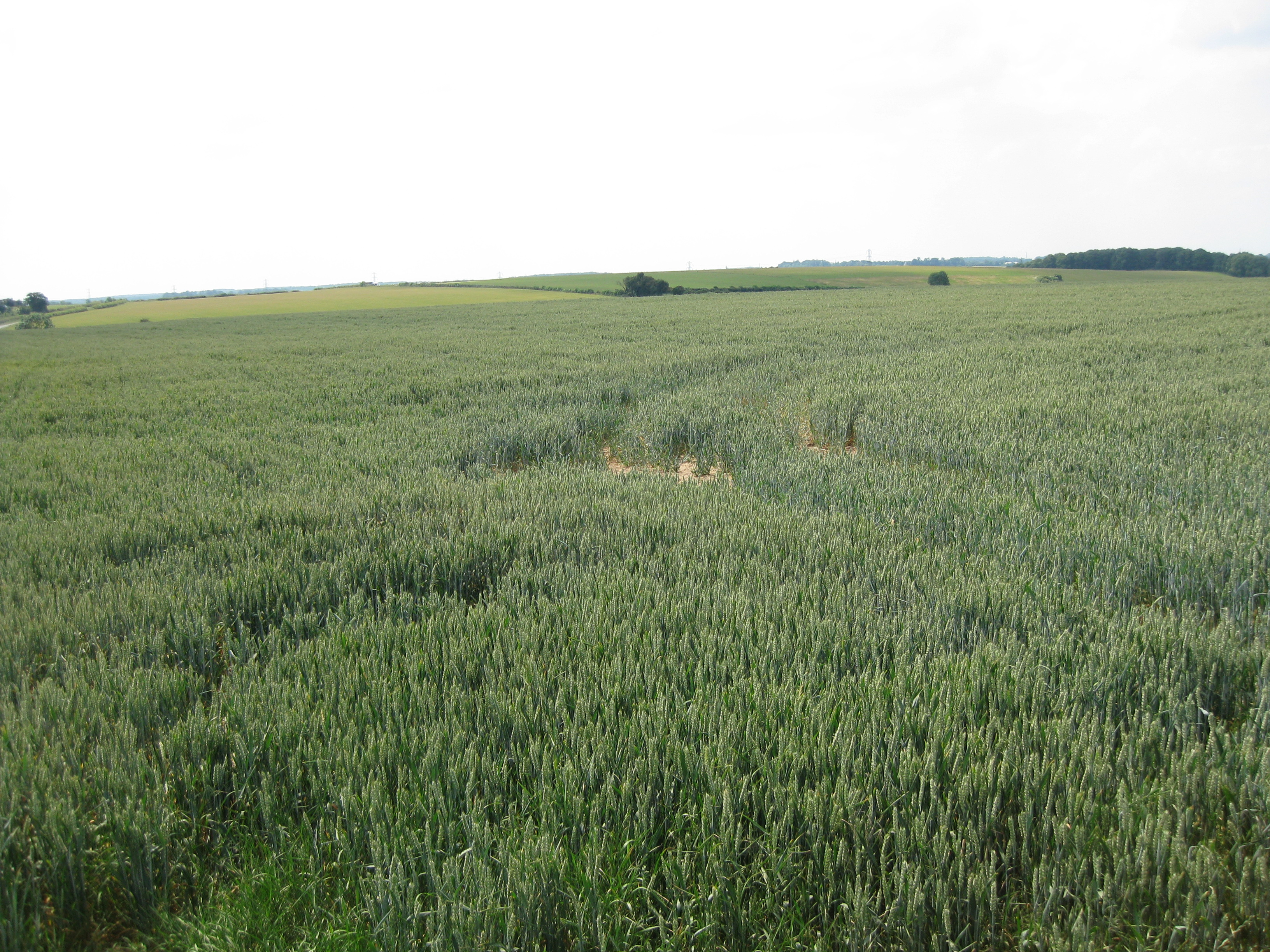
Bloody Meadow (o prado sangrento) no campo de batalha de Towton.

Um texto datando de 4 de abril de 1461 relata um total de 28 000 mortos, número que Charles Ross e outros historiadores acham exagerado. É, no entanto, o número citado em cartas de Eduardo IV e do bispo de Salisbury. Outras fontes da mesma época dão um número ainda maior, indo de 30 000 a 38 000. Édouard Hall dá o número exato de 36 776. Os Annales rerum anglicarum são a exceção pois declaram que teriam sido mortos 9 000 do lado dos Lencastre, uma estimativa que Ross vê como sendo mais provável. A nobreza fiel à Casa de Lencastre sofreu bastante com a batalha, tendo sido mortos Andrew Trollope e Henrique Percy. Lord Ralph Dacre, próximo de Henrique VI, foi morto por um arqueiro escondido num arbusto. Do lado da Casa de Iorque, um único membro importante da nobreza foi morto em Towton: Robert Horne.

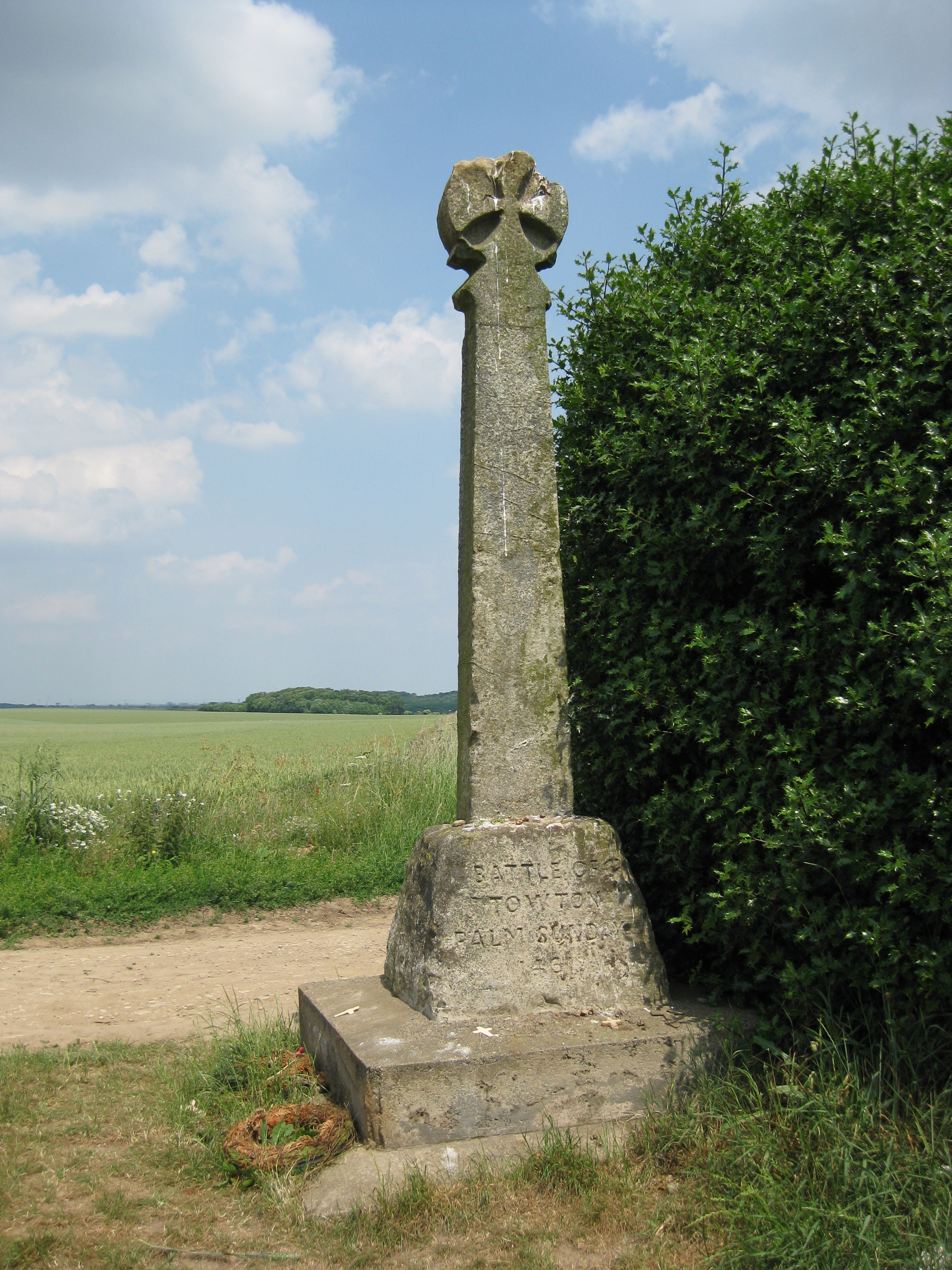
Towton Cross, memorial à batalha de Towton.

A fuga durou toda a noite, até que na manhã do dia 30 de março os restos do exército dos Lencastre chegaram a Iorque, em completo pânico. Quando souberam da notícia da derrota, Henrique VI e Margarida de Anjou fugiram para a Escócia, onde se juntariam mais tarde Henrique Beaufort, Henrique Holland e mais alguns outros nobres sobreviventes da batalha. Esta batalha enfraqueceu gravemente o poder da Casa de Lencastre, pois os seus principais partidários da Corte foram mortos ou fugiram do país, colocando um fim no seu domínio no norte da Inglaterra. Eduardo IV explora ao máximo a situação proclamando como traidores 14 pariatos da Inglaterra fiéis aos Lencastre. Cerca de 96 partidários dos Lencastre com patentes de cavaleiro e inferior, dos quais 24 membros do parlamento, são também declarados criminosos. No entanto o novo rei prefere juntar os inimigos à sua causa, pois os que perderam foram os que morreram na batalha ou os que não se submeteram. Os pertences de alguns desses nobres são confiscados pela coroa, mas a maioria é deixada às suas famílias. Mais tarde o rei perdoou muitos dos declarados traidores que aceitaram submeter-se.
Apesar de Henrique VI e seu filho se terem refugiado na Escócia, a batalha coloca um fim, durante algum tempo, à luta pela coroa - uma luta que durava desde a ata do acordo - com Eduardo IV como o incontestável rei da Inglaterra. O novo rei procura consolidar o seu poder convencendo a população a juntar-se à sua causa, e destruindo as rebeliões provocadas por alguns irredutíveis partidários dos Lencastre. Vários dos partidários da Casa de Iorque são elevados a cavaleiro e recebem títulos: Guilherme Neville é nomeado conde de Kent e Ricardo Neville recebe uma parte dos terrenos do conde de Northumberland e de João Clifford, sendo nomeado tenente do rei no norte e almirante de Inglaterra. Eduardo IV dá a Neville várias outras funções de prestígio, aumentando a influência e riqueza deste.
Em 1464, consequentemente às batalhas de Hedgeley Moor e de Hexham, a Casa de Iorque eliminou as últimas resistências dos Lencastre no norte de Inglaterra. Eduardo IV reina sem interrupções até 1470, mas a sua relação com Neville deteriora-se progressivamente, e este último acaba por se juntar à Casa de Lencastre. Neville obriga Eduardo IV a fugir de Inglaterra e coloca Henrique VI novamente no trono. Mas tal é de curta duração pois em 1471 Eduardo IV derrota Neville e os Lencastre nas batalhas de Barnet e de Tewkesbury, reconquistando o trono.

## Posteridade

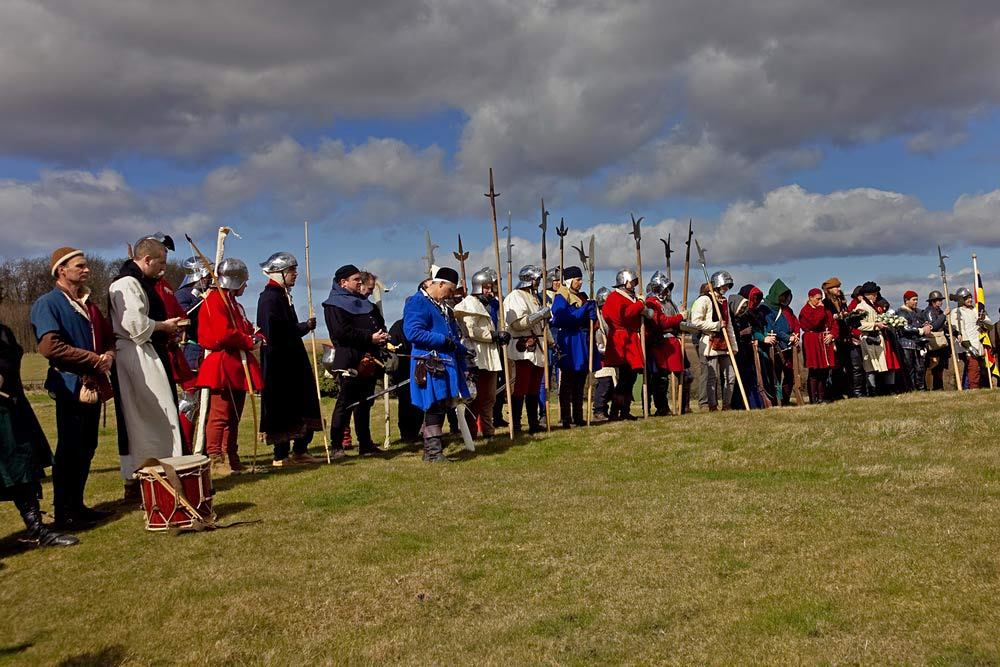
Durante a reconstituição da batalha, os participantes da Towton Battlefield Society respeitam um minuto de silêncio em memória das vítimas de Towton.

Em 1483 Ricardo III, irmão de Eduardo IV, inicia a construção de uma capela para comemorar a batalha. Mas o monarca morre dois anos mais tarde, na batalha de Bosworth, e a construção nunca foi terminada. Deixada ao abandono, acaba por ruir. As ruínas dessa estrutura ainda são visíveis cinco séculos depois. Em 1929, uma cruz em pedra, supostamente vinda da capela, é utilizada para criar a Towton Cross (também conhecida pelo nome de Lord Dacre's Cross) em memória das vítimas da batalha. Ainda foram encontrados, no campo de batalha, alguns restos de vítimas, mas os historiadores pensem tratar-se de tumulus mais antigos. Outros locais de sepulturas relacionados com a batalha encontram-se em Chapell Hill e nos arredores de Saxton. Lord Dacre está enterrado na Church of All Saints (Igreja de Todos os Santos) de Saxton e o seu túmulo resistiu bastante bem à passagem do tempo. O arbusto no qual o arqueiro que matou Lord Dacre estava escondido foi cortado no final do século XIX. Relíquias da batalha, tais como anéis, pontas de setas e moedas foram encontradas na região séculos após o acontecimento. Em 1996, esqueletos encontrados perto de Towton tinham graves feridas: os braços e crânios estavam partidos ou rachados. Um deles, conhecido sob a designação de Towton 25, tem a frente do crânio cortado em dois, uma ferida causada por uma arma branca. O crânio apresenta também outra ferida na horizontal, feita por uma lâmina, por detrás.
A população inglesa do período Elisabetano guardou na memória a batalha tal como ela foi posta em cena por Shakespeare, e a imagem de carnificina onde numerosos ingleses lá foram massacrados perdurou durante séculos. No entanto, no início do século XXI, a "mais sangrenta batalha a ter ocorrido em solo inglês" desapareceu da consciência coletiva. Vários jornalistas britânicos lamentaram o desconhecimento que a maioria das pessoas tem da batalha de Towton e do seu significado. Segundo o English Heritage, a batalha foi da "mais alta importância", sendo uma das maiores, se não a maior, a ter ocorrido em Inglaterra e tendo tido como consequência a substituição de uma dinastia real por outra. O número de 28 000 vítimas da batalha equivale a cerca de 1% da população inglesa da época fazendo desse acontecimento o mais sangrento da história da Inglaterra.
A batalha esteve associada a uma tradição que perdurou durante séculos no vilarejo de Tysoe, no Warwickshire. A cada aniversário da batalha, os aldeões limpavam a colina do Vale of the Red Horse para ali expôr o geoglifo de um cavalo esculpido na argila, que deu o nome ao local (Vale do Cavalo Vermelho). Com isso pretendiam honrar a memória de Ricardo Neville e a sua opção em matar o seu cavalo para lutar ao lado dos seus homens. Mary Dormer Harris, historiadora local, acha que os aldeões modificaram o cavalo vermelho original, que datava da pré-história, para que se parecesse com um cavalo medieval. A tradição terminou em 1798 quando os Inclosure Acts transformaram os Bens comunais onde se encontrava o geoglifo em propriedade privada. A Towton Battlefield Society, uma organização criada para a preservação do campo de batalha e promover a sua memória perante o público, organiza anualmente uma reconstituição da batalha, no dia de domingo de ramos.

## Outras fontes
- English Heritage Battlefield Report: Towton 1461, English Heritage, 1995, consultado a 5 de setembro de 2011.